# Liste der Monuments historiques im 2. Arrondissement (Paris)
Die Liste der Monuments historiques im 2. Arrondissement (Paris) führt die Monuments historiques im 2. Arrondissement der französischen Hauptstadt Paris auf.

## Liste der Bauwerke
| Bezeichnung                                                                     | Beschreibung | Standort                                                                                                 | Kennzeichnung | Schutzstatus | Datum | Bild |
| ------------------------------------------------------------------------------- | ------------ | --- | ------------- | ------------ | ----- | ---- |
| Annexe du siège central du Crédit Lyonnais                                      |              | 6 rue Ménars (Lage)                                                                                      | PA00086068    | Inscrit      | 1977  |      |
| Notre-Dame-des-Victoires                                                        |              | 7 place des Petits-Pères (Lage)                                                                          | PA00086017    | Classé       | 1972  |      |
| Bibliothèque nationale de France                                                |              | 58 rue de Richelieu 8 rue des Petits-Champs rue Colbert (Lage)                                           | PA00086009    | Classé       | 1983  |      |
| Boutique (1963 zerstört)                                                        |              | 121 rue Montmartre (Lage)                                                                                | PA00086011    | Inscrit      | 1928  |      |
| Bureau des Brodeurs et des Coffretiers                                          |              | 271 Rue Saint-Denis (Lage)                                                                               | PA00086012    | Inscrit      | 1974  |      |
| Café-Bar                                                                        |              | 143 Rue Saint-Denis (Lage)                                                                               | PA00086013    | Inscrit      | 1984  |      |
| Metzgerei                                                                       |              | 6 rue des Petits-Carreaux (Lage)                                                                         | PA00086014    | Inscrit      | 1984  |      |
| Le Grand Rex                                                                    |              | boulevard Poissonnière (Lage)                                                                            | PA00086015    | Inscrit      | 1981  |      |
| Métroeingang von Hector Guimard der Station Quatre-Septembre                    |              | Rue du Quatre-Septembre rue de Choiseul (Lage)                                                           | PA00086085    | Inscrit      | 2016  |      |
| Métroeingang von Hector Guimard der Station Réaumur - Sébastopol                |              | 28 rue de Palestro 63, 65 rue Réaumur (Lage)                                                             | PA00086086    | Inscrit      | 2016  |      |
| Métroeingang von Hector Guimard der Station Sentier                             |              | 87 rue Réaumur (Lage)                                                                                    | PA00086087    | Inscrit      | 2016  |      |
| Kirche Notre-Dame-de-Bonne-Nouvelle                                             |              | Rue Notre-Dame-de-Bonne-Nouvelle (Lage)                                                                  | PA00086016    | Classé       | 1983  |      |
| Stadtmauer von Philippe Auguste                                                 |              | 16 rue Étienne-Marcel 15 rue Tiquetonne (Lage)                                                           | PA00086018    | Classé       | 1889  |      |
| Stadtmauer von Philippe Auguste                                                 |              | 20 rue Étienne-Marcel (Lage)                                                                             | PA00086019    | Classé       | 1889  |      |
| Fontaine Colbert                                                                |              | 6 rue Colbert (Lage)                                                                                     | PA00086020    | Inscrit      | 1925  |      |
| Fontaine Gaillon                                                                |              | Place Gaillon (Lage)                                                                                     | PA00086021    | Inscrit      | 1925  |      |
| Galerie Colbert                                                                 |              | 6 rue des Petits-Champs 2, 2bis, 4 rue Vivienne (Lage)                                                   | PA00086023    | Inscrit      | 1974  |      |
| Galerie Vivienne                                                                |              | 4 rue des Petits-Champs, 6 rue Vivienne 5, 7 rue de la Banque (Lage)                                     | PA00086024    | Inscrit      | 1974  |      |
| Hôtel                                                                           |              | 101 rue de Richelieu (Lage)                                                                              | PA00086041    | Inscrit      | 1990  |      |
| Hôtel                                                                           |              | 3 rue Louis-le-Grand (Lage)                                                                              | PA00086039    | Inscrit      | 1925  |      |
| Hôtel                                                                           |              | 5 Rue du Mail (Lage)                                                                                     | PA00086040    | Inscrit      | 1963  |      |
| Hôtel du Barry                                                                  |              | 2bis, 2ter rue de la Jussienne (Lage)                                                                    | PA00086063    | Inscrit      | 1996  |      |
| Hôtel Cornette                                                                  |              | 12 place des Victoires (Lage)                                                                            | PA00086025    | Classé       | 1962  |      |
| Hôtel Desmarets                                                                 |              | 18 rue Vivienne (Lage)                                                                                   | PA00086081    | Inscrit      | 2002  |      |
| Tour Jean-sans-Peur                                                             |              | 20 rue Étienne-Marcel (Lage)                                                                             | PA00086026    | Classé       | 1884  |      |
| Hôtel de l’Europe et des Princes                                                |              | 97 rue de Richelieu (Lage)                                                                               | PA00086095    | Inscrit      | 1990  |      |
| Hôtel Gigault de La Salle                                                       |              | 10 place des Victoires (Lage)                                                                            | PA00086027    | Classé       | 1962  |      |
| Hôtel de L’Hospital                                                             |              | 9 place des Victoires (Lage)                                                                             | PA00086028    | Inscrit      | 1928  |      |
| Hôtel de La Feuillade                                                           |              | 4 rue La Feuillade (Lage)                                                                                | PA00086064    | Classé       | 1948  |      |
| Hôtel de Metz de Rosnay                                                         |              | 4bis place des Victoire (Lage)                                                                           | PA00086029    | Classé       | 1962  |      |
| Hôtel de Mondragon                                                              |              | 3 rue d’Antin (Lage)                                                                                     | PA00086030    | Inscrit      | 1926  |      |
| Hôtel Montholon                                                                 |              | 23 boulevard Poissonnière (Lage)                                                                         | PA00086073    | Inscrit      | 1926  |      |
| Hôtel de Nevers                                                                 |              | 12 rue Colbert 58bis rue de Richelieu (Lage)                                                             | PA00086031    | Inscrit      | 1992  |      |
| Hôtel de Noisy                                                                  |              | 31 rue de Cléry (Lage)                                                                                   | PA00086032    | Inscrit      | 1947  |      |
| Hôtel d’Osmont                                                                  |              | 12 rue Saint-Sauveur (Lage)                                                                              | PA75020002    | Inscrit      | 1996  |      |
| Hôtel particulier                                                               |              | 33 rue du Sentier (Lage)                                                                                 | PA00086042    | Inscrit      | 1979  |      |
| Hôtel Pellé de Montaleau                                                        |              | 8 place des Victoires (Lage)                                                                             | PA00086033    | Inscrit      | 1926  |      |
| Hôtel de Prévenchères                                                           |              | 6 place des Victoires (Lage)                                                                             | PA00086034    | Classé       | 1962  |      |
| Hôtel Rambouillet de la Sablière                                                |              | 2 rue Vide-Gousset (Lage)                                                                                | PA00086035    | Inscrit      | 1925  |      |
| Hôtel Rivié                                                                     |              | 30, 32 rue du Sentier (Lage)                                                                             | PA75020010    | Inscrit      | 2001  |      |
| Hôtel de Saint-Chaumont                                                         |              | 226 Rue Saint-Denis (Lage)                                                                               | PA00086037    | Inscrit      | 1925  |      |
| Hôtel Colbert de Torcy                                                          |              | 16, 16 bis rue Vivienne (Lage)                                                                           | PA00086038    | Classé       | 1984  |      |
| Gebäude                                                                         |              | 1 Place Boieldieu (Lage)                                                                                 | PA00086048    | Inscrit      | 1975  |      |
| Gebäude                                                                         |              | 1 Rue du Mail (Lage)                                                                                     | PA00086065    | Inscrit      | 1947  |      |
| Gebäude                                                                         |              | 10 rue Bachaumont (Lage)                                                                                 | PA00086047    | Inscrit      | 1987  |      |
| Gebäude                                                                         |              | 10 rue Notre-Dame-des-Victoires (Lage)                                                                   | PA00086070    | Inscrit      | 1947  |      |
| Gebäude                                                                         |              | 10 rue Tiquetonne (Lage)                                                                                 | PA00086079    | Inscrit      | 1984  |      |
| Gebäude                                                                         |              | 13 rue Tiquetonne (Lage)                                                                                 | PA00086080    | Inscrit      | 1925  |      |
| Gebäude                                                                         |              | 14 rue de Gramont (Lage)                                                                                 | PA00086056    | Inscrit      | 1977  |      |
| Gebäude                                                                         |              | 14 rue Notre-Dame-des-Victoires (Lage)                                                                   | PA00086071    | Inscrit      | 1925  |      |
| Gebäude                                                                         |              | 142 Rue Saint-Denis (Lage)                                                                               | PA00086022    | Inscrit      | 1994  |      |
| Gebäude                                                                         |              | 15 rue d’Aboukir (Lage)                                                                                  | PA00086044    | Inscrit      | 1927  |      |
| Gebäude                                                                         |              | 15 rue Dussoubs (Lage)                                                                                   | PA00135364    | Inscrit      | 1995  |      |
| Gebäude                                                                         |              | 15 rue Tiquetonne (Lage)                                                                                 | PA00132984    | Inscrit      | 1994  |      |
| Gebäude                                                                         |              | 15, 17 rue Paul-Lelong (Lage)                                                                            | PA00086072    | Inscrit      | 1947  |      |
| Gebäude                                                                         |              | 16 rue Saint-Sauveur (Lage)                                                                              | PA75020003    | Inscrit      | 1996  |      |
| Gebäude                                                                         |              | 174 Rue Saint-Denis (Lage)                                                                               | PA00132976    | Inscrit      | 1994  |      |
| Gebäude                                                                         |              | 176 Rue Saint-Denis (Lage)                                                                               | PA00132977    | Inscrit      | 1994  |      |
| Gebäude                                                                         |              | 18 rue Saint-Marc (Lage)                                                                                 | PA00086076    | Inscrit      | 1928  |      |
| Gebäude                                                                         |              | 18 rue Saint-Sauveur (Lage)                                                                              | PA75020004    | Inscrit      | 1996  |      |
| Gebäude                                                                         |              | 2 place du Caire (Lage)                                                                                  | PA00086049    | Inscrit      | 1964  |      |
| Gebäude                                                                         |              | 20 rue Saint-Sauveur (Lage)                                                                              | PA75020005    | Inscrit      | 1996  |      |
| Gebäude                                                                         |              | 22 rue du Sentier (Lage)                                                                                 | PA00086078    | Inscrit      | 1947  |      |
| Gebäude                                                                         |              | 22 rue Dussoubs (Lage)                                                                                   | PA00086054    | Inscrit      | 1994  |      |
| Gebäude                                                                         |              | 22 rue Saint-Sauveur (Lage)                                                                              | PA00133007    | Inscrit      | 1994  |      |
| Gebäude                                                                         |              | 25 rue Dussoubs (Lage)                                                                                   | PA00135363    | Inscrit      | 1995  |      |
| Gebäude                                                                         |              | 31 rue Tiquetonne (Lage)                                                                                 | PA00132978    | Inscrit      | 1994  |      |
| Gebäude                                                                         |              | 4 place de l’Opéra 11 boulevard des Capucines 34 rue du Quatre-Septembre (Lage)                          | PA00125452    | Inscrit      | 1993  |      |
| Gebäude                                                                         |              | 4 rue d’Aboukir (Lage)                                                                                   | PA00086043    | Inscrit      | 1928  |      |
| Gebäude                                                                         |              | 4 rue de Louvois (Lage)                                                                                  | PA00086099    | Inscrit      | 1992  |      |
| Gebäude                                                                         |              | 5 boulevard des Capucines (Lage)                                                                         | PA00086050    | Inscrit      | 2006  |      |
| Gebäude                                                                         |              | 51 rue Montorgueil (Lage)                                                                                | PA00086069    | Inscrit      | 1984  |      |
| Gebäude                                                                         |              | 5bis, 7, 9 boulevard des Italiens (Lage)                                                                 | PA00086061    | Inscrit      | 1975  |      |
| Gebäude                                                                         |              | 6 rue des Colonnes (Lage)                                                                                | PA00086053    | Inscrit      | 1928  |      |
| Gebäude                                                                         |              | 6 rue de Hanovre (Lage)                                                                                  | PA00086060    | Inscrit      | 1977  |      |
| Gebäude                                                                         |              | 6 Rue du Mail (Lage)                                                                                     | PA00086066    | Inscrit      | 1947  |      |
| Gebäude                                                                         |              | 67 Rue Sainte-Anne (Lage)                                                                                | PA75020009    | Inscrit      | 2001  |      |
| Gebäude                                                                         |              | 69 Rue Sainte-Anne (Lage)                                                                                | PA75020011    | Inscrit      | 2001  |      |
| Gebäude                                                                         |              | 7 boulevard des Capucines (Lage)                                                                         | PA00086051    | Inscrit      | 2006  |      |
| Gebäude                                                                         |              | 71 Rue Sainte-Anne (Lage)                                                                                | PA75020012    | Inscrit      | 2001  |      |
| Gebäude                                                                         |              | 75-77 rue Réaumur (Lage)                                                                                 | PA75020008    | Inscrit      | 1997  |      |
| Gebäude                                                                         |              | 9 boulevard des Capucines (Lage)                                                                         | PA75020013    | Inscrit      | 2006  |      |
| Gebäude                                                                         |              | 99 rue de Richelieu (Lage)                                                                               | PA00086096    | Inscrit      | 1990  |      |
| Gebäude                                                                         |              | 73 rue Montorgueil (Lage)                                                                                | PA75020001    | Inscrit      | 1996  |      |
| Gebäude                                                                         |              | 1, 2, 3, 4, 5, 7 rue des Colonnes (Lage)                                                                 | PA00086052    | Inscrit      | 1928  |      |
| Gebäude                                                                         |              | 1, 2, 4, 12, 14, 16, 18, 20 rue Favart (Lage)                                                            | PA00086055    | Inscrit      | 1975  |      |
| Gebäude                                                                         |              | 1, 3, 5, 7 rue de Marivaux (Lage)                                                                        | PA00086067    | Inscrit      | 1975  |      |
| Gebäude                                                                         |              | 1, 3, 5, 7, 9 rue d'Amboise (Lage)                                                                       | PA00086045    | Inscrit      | 1975  |      |
| Gebäude                                                                         |              | 16, 18, 20 rue de Gramont (Lage)                                                                         | PA00086057    | Inscrit      | 1975  |      |
| Gebäude                                                                         |              | 2, 4, 6 rue Grétry (Lage)                                                                                | PA00086059    | Inscrit      | 1975  |      |
| Gebäude                                                                         |              | 2, 4, 6, 8, 10 rue d’Amboise (Lage)                                                                      | PA00086046    | Inscrit      | 1975  |      |
| Gebäude                                                                         |              | 28, 30, 32, 34, 36 rue Saint-Marc (Lage)                                                                 | PA00086077    | Inscrit      | 1975  |      |
| Gebäude                                                                         |              | 91, 93, 95 rue de Richelieu (Lage)                                                                       | PA00086075    | Inscrit      | 1975  |      |
| Gebäude                                                                         |              | 1, 3, 5 rue Grétry (Lage)                                                                                | PA00086058    | Inscrit      | 1975  |      |
| Mairie du 2e arrondissement                                                     |              | 8 rue de la Banque (Lage)                                                                                | PA00086083    | Inscrit      | 1982  |      |
| Maison close                                                                    |              | 32-34 rue Blondel (Lage)                                                                                 | PA75020006    | Inscrit      | 1997  |      |
| Marchand de café                                                                |              | 11, 12 rue des Petits-Carreaux (Lage)                                                                    | PA00086084    | Inscrit      | 1984  |      |
| Palais Brongniart                                                               |              | Place de la Bourse (Lage)                                                                                | PA00086010    | Inscrit      | 1987  |      |
| Passage Ben-Aïad                                                                |              | 9-11 rue Léopold-Bellan 8 rue Bachaumont (Lage)                                                          | PA75020007    | Inscrit      | 1997  |      |
| Passage Bourg-l’Abbé                                                            |              | 3 rue de Palestro 120 Rue Saint-Denis (Lage)                                                             | PA00086097    | Inscrit      | 1991  |      |
| Passage de Choiseul                                                             |              | 23 rue Saint-Augustin 40 rue des Petits-Champs 6 à 46 rue Dalayrac 59, 61 Rue Sainte-Anne (Lage)         | PA00086088    | Inscrit      | 1974  |      |
| Passage du Grand-Cerf                                                           |              | 2 à 8 rue Dussoubs 145 Rue Saint-Denis (Lage)                                                            | PA00086089    | Inscrit      | 1985  |      |
| Passage des Panoramas                                                           |              | 10 rue Saint-Marc 11, 13 boulevard Montmartre 38, 38bis rue Vivienne (Lage)                              | PA00086090    | Inscrit      | 1974  |      |
| Passage des Princes                                                             |              | 95, 99 rue de Richelieu 5bis boulevard des Italiens 2 rue d’Amboise (Lage)                               | PA00086091    | Inscrit      | 1986  |      |
| Restaurant du Journal                                                           |              | 98, 101, 102 rue de Richelieu (Lage)                                                                     | PA00086092    | Classé       | 1981  |      |
| ehemaliges Restaurant „Le Rocher de Cancale“                                    |              | 78 rue Montorgueil (Lage)                                                                                | PA00125451    | Classé       | 1997  |      |
| Samaritaine de Luxe                                                             |              | 25 à 29 boulevard des Capucines (Lage)                                                                   | PA00086082    | Inscrit      | 1981  |      |
| Siège central du Crédit lyonnais                                                |              | 17, 19, 21 boulevard des Italiens 16 rue de Choiseul 25 rue de Gramont 18 Rue du Quatre-Septembre (Lage) | PA00086062    | Inscrit      | 1989  |      |
| Siège du Le Parisien                                                            |              | 124 rue Réaumur (Lage)                                                                                   | PA00086074    | Inscrit      | 1965  |      |
| Théâtre Daunou                                                                  |              | 7, 9 rue Daunou (Lage)                                                                                   | PA00086098    | Inscrit      | 1992  |      |
| Théâtre national de l’Opéra-Comique                                             |              | 5 rue Favart (Lage)                                                                                      | PA00086093    | Classé       | 1977  |      |
| Théâtre des Variétés                                                            |              | 7 boulevard Montmartre (Lage)                                                                            | PA00086094    | Classé       | 1974  |      |
| Bleiglasfenster Le Travail, par l’Industrie et le Commerce, enrichit l’Humanité |              | 21, 23 rue Notre-Dame-des-Victoires (Lage)                                                               | PA00133008    | Inscrit      | 1994  |      |

## Liste der Objekte
- Monuments historiques (Objekte) in Paris in der Base Palissy des französischen Kultusministeriums